# Aname blackdownensis
Aname blackdownensis là một loài nhện trong họ Nemesiidae.
Aname blackdownensis được miêu tả năm 1985 bởi Raven.